# Konrad Lagus
Konrad Lagus (1499 circa – Danzica, 7 novembre 1546) è stato un giurista e umanista tedesco.
Conseguito il grado di magister artium nel 1529, si rivolse alla scienza giuridica tenendo lezioni e fornendo pareri legali. Ottenne il titolo di «dottore» solo nel 1540, anno in cui abbandonò però la docenza a Wittenberg per diventare sindaco (syndicus) della città protestante di Danzica.
Influenzato da Johann Apel e dal metodo topico di Filippo Melantone, espose sistematicamente l'intero diritto civile (ius civile) combinando fonti di diritto romano con fonti di diritto canonico. Fu inoltre autore di una esposizione sistematica del diritto vigente in Sassonia, basata principalmente sullo Sachsenspiegel e sulla Legge di Magdeburgo.

## Opere
- Juris utriusque Methodica tradizionale o Compendium iuris civilis, Francoforte sul Meno, 1543
- Protestatio Adversus improbam suorum Commentariorum editionem da Egenolpho factam, Basilea, 1544
- Compendium juris Saxonici